# Каминскис, Юрис
Юрис Каминскис (латыш. Juris Kaminskis; 29 апреля 1943 — 4 января 1997) — советский и латвийский актёр театра и кино.

## Биография
Родился 29 апреля 1943 года в Риге, в семье чиновника.
Окончил 49-ю Рижскую среднюю школу (1961), третью студию Театра Дайлес (1959—1960) и театральный факультет Латвийской государственной консерватории им. Я. Витола (1965). После учёбы — актёр Латвийского Национального театра (Государственный академический театр драмы им. А. Упита Латвийской ССР).
В кино дебютировал в 1965 году в эпизодической роли в фильме режиссёра Ады Неретниеце «Клятва Гиппократа». Известность получил после исполнения роли Клава Виксны в социальной драме режиссёра Ольгерта Дункерса «Клав — сын Мартина».
Ушёл из жизни 4 января 1997 года. Похоронен на рижском Лесном кладбище.

## Театральные работы
Национальный театр
- 1967 — «Один пылающий клён» Хария Гулбиса — Зигурдс
- 1968 — «Ай-я-жужу, медвежонок» Хария Гулбиса — Айварс
- 1969 — «Лето в Ноане» Ярослава Ивашкевича — Клезен
- 1970 — «Пятиэтажный город» Вилиса Лациса — Волдис Витолс
- 1971 — «Бескрылые птицы» Вилиса Лациса — Волдис Витолс
- 1975 — «Коварный кавалер» Дж. Фаркера — Саленс
- 1976 — «Пиросмани, Пиросмани, Пиросмани…» Вадима Коростылёва — художник
- 1977 — «Часы с кукушкой» Яниса Юрканса — Оскар
- 1977 — «На грани веков» Андрея Упита — Холгрен
- 1982 — «В огне» Рудольфа Блауманиса — Сутка
- 1985 — «Маскарад» М. Ю. Лермонтова — Арбенин
- 1988 — «Индраны» Рудольфа Блауманиса — Эдвартс
- 1990 — «Последняя лодка» Мартиньша Зивертса — Чёрный Жанис
- 1992 — «Мой родной дом» Германа Зудермана — Шварц

## Фильмография
- 1965 — Клятва Гиппократа — студент
- 1968 — Утро долгого дня — эпизод
- 1970 — Клав — сын Мартина — Клав Виксна
- 1971 — Последний рейс «Альбатроса» — Альберт Вайдеманн
- 1971 — Батька — майор Штюбер
- 1973 — Подарок одинокой женщине
- 1973 — Чинара — эпизод
- 1977 — Подарки по телефону — железнодорожник-аферист
- 1978 — Ралли
- 1979 — Ночь без птиц
- 1981 — Синдикат-2 — Александр Аркадьевич Деренталь
- 1981 — Кража — Томас Чалмерс
- 1983 — Мираж — прокурор (нет в титрах)
- 1984 — Две версии одного столкновения — куратор ЦРУ
- 1984 — Когда сдают тормоза — майор
- 1985 — Матч состоится в любую погоду
- 1987 — Айя — Зизумс
- 1991 — Индраны
- 1992 — Дуплет — радист